# HK Skalica
HK 36 Skalica – słowacki klub hokejowy z siedzibą w Skalicy.
Został założony w 1936 roku, zaś w słowackiej ekstraklasie występuje nieprzerwanie od 1997 roku.
Od 2012 do 2014 klub pełnił rolę zespołu farmerskiego wobec Slovana Bratysława występującego w rozgrywkach KHL.

## Dotychczasowe nazwy
- TJ Sokol Tekla Skalica (1936−1952)
- TJ Tatran Skalica (1952−1963)
- ZVL Skalica (1963−1993)
- HK 36 Skalica (1993−2016)
- HK Skalica (2016−)

## Sukcesy
- Awans do ekstraligi: 1997
- Brązowy medal mistrzostw Słowacji: 1999, 2008
- Srebrny medal mistrzostw Słowacji: 2009